# Cheetah Love
«Cheetah Love» (en español: «Amor Cheetah») es el título del tercer sencillo del tercer álbum oficial de The Cheetah Girls, The Cheetah Girls: One World. La canción es el tercer sencillo de la banda sonora más reciente, así como la primera canción del álbum. Esta canción Cheetah Girls es para ser presentada en una película, y no está con la ayuda vocal de Raven-Symoné.

## Lanzamientos

### Sencillo
- El sencillo está disponible en iTunes. Fue lanzado el 17 de julio de 2008.

### Video
- El vídeo se dio a conocer el 1 de agosto de 2008 por Disney Channel. Los clips del vídeo muestran los anuncios de promoción para la miniserie "Road to Cheetah Girls: One World" que también se transmite por Disney Channel. El video musical fue dirigido por Poel Hoen, director de la película.

## Posicionamiento
| Lista (2008)        | Posición |
| ------------------- | -------- |
| Radio Disney Top 30 | 10       |